# جانی اینگلیش (مجموعه‌فیلم)
جانی اینگلیش (به انگلیسی: Johnny English) مجموعه‌ای از فیلم‌های کمدی اکشن جاسوسی است که تقلیدی از ژانر مأمور مخفی جمیز باند است. روآن اتکینسون به عنوان شخصیت اصلی بر اساس فیلم‌نامه‌ای که توسط نیل پورویس، رابرت وید و ویلیام دیویس نوشته است، حضور دارد. این مجموعه شامل سه قسمت است: جانی اینگلیش (۲۰۰۱)، جانی اینگلیش دوباره متولد می‌شود (۲۰۱۱) و جانی اینگلیش دوباره می‌تازد (۲۰۱۸).
این مجموعه با ژانر کمدی همانند شخصیت مستر بین آمیخته شده و علی‌رغم نقدهای متفاوت منتقدان؛ ۴۷۹٫۶ میلیون دلار در سراسر جهان فروخته است.

## فیلم‌ها

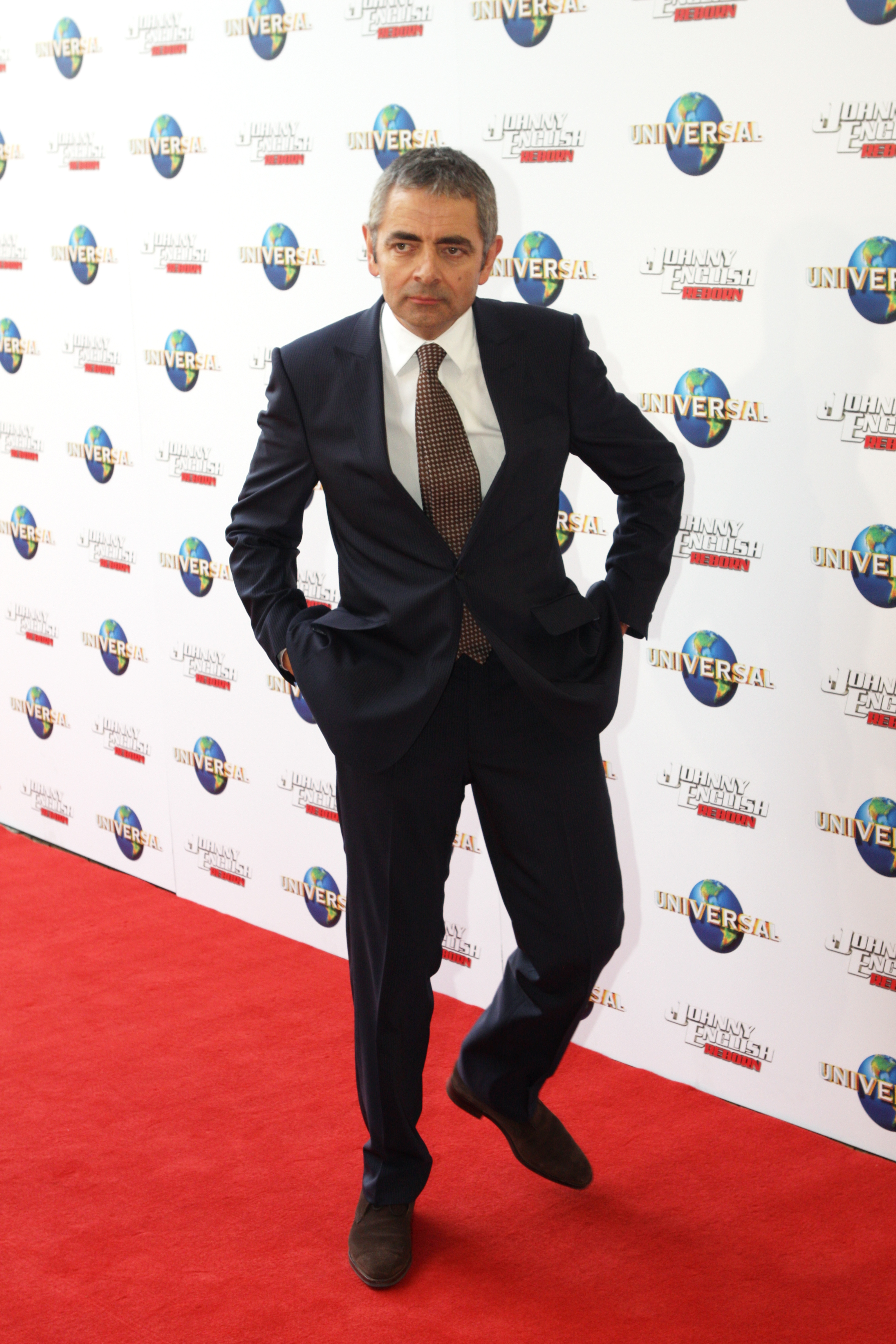
روآن اتکینسون در نمایش جانی اینگلیش دوباره متولد می‌شود

### جانی اینگلیش (۲۰۰۳)
جانی اینگلیش، یک کارمند اداری بی‌صلاحیت ام‌آی۷، به عنوان مأمور ارشد ارتقاء پیدا می‌کند و مأمور تحقیق دربارهٔ سرقت جواهرات سلطنتی می‌شود.

### جانی اینگلیش دوباره متولد می‌شود (۲۰۱۱)
پنج سال پس از یک مأموریت ناموفق که به قیمت لقب شوالیه برای او تمام شد، جانی اینگلیش به ام‌آی۷ برگردانده می‌شود تا در مورد گروهی از قاتلان معروف به وُرتِکس تحقیق کند.

### جانی اینگلیش دوباره می‌تازد (۲۰۱۸)
جانی اینگلیش وظیفه بررسی حملات سایبری در بریتانیا را برعهده دارد.

### آینده
در یک موضوع ردیت ام‌ای‌ام در اکتبر ۲۰۱۸، وقتی که در مورد فیلم‌های بیشتر جانی اینگلیش پرسیده شد، روآن اتکینسون پاسخ داد: «من شک دارم، اما از شما متشکرم که به این اشاره کردید که دوست دارید یک فیلم دیگر را ببینید. اما در همان زمان… هرگز نگو هرگز)».
طبق گزارش‌ها، قسمت چهارم در حال ساخت است و قرار است در تابستان ۲۰۲۴ در مالت فیلم‌برداری شود.

## بازیگران
| شخصیت             | فیلم             | فیلم                            | فیلم                           |
| شخصیت             | جانی اینگلیش     | جانی اینگلیش دوباره متولد می‌شود | جانی اینگلیش دوباره حمله می‌کند |
| شخصیت             | ۲۰۰۳             | ۲۰۱۱                            | ۲۰۱۸                           |
| ----------------- | ---------------- | ------------------------------- | ------------------------------ |
| جانی اینگلیش      | روآن اتکینسون    | روآن اتکینسون                   | روآن اتکینسون                  |
| آنگوس باف         | بن میلر          |                                 | بن میلر                        |
| کالین تاکر        |                  | دنیل کالویا                     |                                |
| پگاسوس            | تیم پیگات-اسمیت  | جیلین اندرسون                   | آدام جیمز                      |
| نخست‌وزیر بریتانیا | کوین مک‌نالی      | استیون کمبل مور                 | اما تامپسون                    |
| ملکه الیزابت دوم  | پرونلا اسکیلز    | بادی دابل                       |                                |
| لورنا کمبل        | ناتالی ایمبرولیا |                                 |                                |
| کیت سامنر         |                  | رزمند پایک                      |                                |
| اوفلیا بولتوا     |                  |                                 | اولگا کوریلنکو                 |
| پاسکال سوواژ      | جان مالکوویچ     |                                 |                                |
| سامون آمبروز      |                  | دومینیک وست                     |                                |
| جیسون ولتا        |                  |                                 | جیک لیسی                       |

## عوامل
| عوامل/جزئیات  | فیلم                                                                    | فیلم                                          | فیلم                                              |
| عوامل/جزئیات  | جانی اینگلیش ۲۰۰۳                                                       | جانی اینگلیش دوباره متولد می‌شود ۲۰۱۱          | جانی اینگلیش دوباره حمله می‌کند ۲۰۱۸               |
| ------------- | ----------------------------------------------------------------------- | --------------------------------------------- | ------------------------------------------------- |
| کارگردان      | پیتر هاویت                                                              | الیور پارکر                                   | دیوید کر                                          |
| تهیه‌کنندگان   | تیم بوان اریک فلنر مارک هوفمن                                           | تیم بوان اریک فلنر کریس کلارک                 | تیم بوان اریک فلنر کریس کلارک روآن اتکینسون       |
| نویسنده       | نیل پورویس و رابرت وید ویلیام دیویس                                     | همیش مک‌کول (فیلم‌نامه) ویلیام دیویس (داستان)   | ویلیام دیویس                                      |
| آهنگساز       | ادوارد شیرمور هوارد گودال (آهنگ آغاز) هانس زیمر (مردی برای تمام موقعیت) | ایلان عسکری                                   | هوارد گودال                                       |
| فیلم‌برداری    | رمی ادفاراسین                                                           | دنی کوهن                                      | فلوریان هوفمایستر                                 |
| تدوین         | رابین سیلز                                                              | گای بنسلی                                     | مارک اورسون                                       |
| شرکت‌های تولید | استودیوکانال ورکینگ تایتل فیلمز                                         | استودیوکانال ورکینگ تایتل فیلمز رلتیویتی مدیا | استودیوکانال ورکینگ تایتل فیلمز پرفکت ورلد پیکچرز |
| توزیع‌کننده    | یونیورسال پیکچرز                                                        | یونیورسال پیکچرز                              | یونیورسال پیکچرز                                  |
| تاریخ انتشار  | ۱۸ ژوئیه ۲۰۰۳ (ایالات متحده)                                            | ۲۱ اکتبر ۲۰۱۱ (ایالات متحده)                  | ۲۶ اکتبر ۲۰۱۸ (ایالات متحده)                      |
| مدت           | ۸۸ دقیقه                                                                | ۱۰۲ دقیقه                                     | ۸۹ دقیقه                                          |

## پذیرایی

### عملکرد فروش
| آمریکای شمالی                   | سایر مناطق    | سراسر جهان       | تمام دوران آمریکای شمالی |                   |        |                 |       |  |  |
| جانی اینگلیش                    | ۱۱ آوریل ۲۰۰۳ | ۲۸٬۰۸۲٬۳۳۶$      | ۱۳۲٬۵۰۰٬۶۵۲$             | ۱۶۰٬۵۸۳٬۰۱۸$      | #۲٬۷۷۶ | ۴۰ میلیون دلار  | [ ۲ ] |  |  |
| جانی اینگلیش دوباره متولد می‌شود | ۷ اکتبر ۲۰۱۱  | ۸٬۳۰۵٬۹۷۰$       | ۱۵۱٬۷۷۲٬۶۱۶$             | ۱۶۰٬۰۷۸٬۵۸۶$      | #۴٬۹۲۵ | ۴۵ میلیون دلار  | [ ۳ ] |  |  |
| جانی اینگلیش دوباره حمله می‌کند  | ۵ اکتبر ۲۰۱۸  | ۴٬۴۱۲٬۱۷۰$       | ۱۵۴٬۵۵۸٬۶۰۶$             | ۱۵۸٬۹۷۰٬۷۷۶$      | #۵٬۸۵۱ | ۲۵ میلیون دلار  | [ ۴ ] |  |  |
| مجموع                           | مجموع         | ۴۰٫۸ میلیون دلار | ۴۳۸٫۸ میلیون دلار        | ۴۷۹٫۶ میلیون دلار |        | ۱۱۰ میلیون دلار | [ ۵ ] |  |  |
|                                 |               |                  |                          |                   |        |                 |       |  |  |

### پاسخ انتقادی و عمومی
| فیلم                            | انتقادی         | انتقادی       | عمومی     | عمومی |
| فیلم                            | راتن تومیتوز    | متاکریتیک     | سینماسکور |       |
| ------------------------------- | --------------- | ------------- | --------- | ----- |
| جانی اینگلیش                    | ۳۳٪ (۱۲۱ بررسی) | ۵۱ (۳۲ بررسی) | B         |       |
| جانی اینگلیش دوباره متولد می‌شود | ۳۸٪ (۹۱ بررسی)  | ۴۶ (۲۰ بررسی) | B         |       |
| جانی اینگلیش دوباره متولد می‌شود | ۳۷٪ (۱۰۵ بررسی) | ۳۹ (۲۲ بررسی) | —         |       |